# Mälsåker
Mälsåker is een kasteel in Zweden. Het kasteel staat op het eiland Selaön en hoort bij de gemeente Strängnäs in de provincie Södermanlands län. In de zomertijd is het kasteel open voor concerten en shows.

## Geschiedenis
Door een huwelijk kwam het landgoed in het begin van de 16e eeuw van de familie Kagg in bezit van de familie Soop. Het grootste gedeelte van het kasteel werd gebouwd van 1660 tot 1670 in opdracht van Gustaf Soop, met als architect Nicodemus Tessin. In het begin van 17e eeuw kwam het kasteel in handen van het geslacht Gyllenstierna, die de vleugels en trap hebben aangelegd. Daarna kwam het kasteel in bezit van het geslacht Wachtmeister. Door Eleonora Margareta Wachtmeisters huwelijk met graaf Hans von Fersen kreeg hun oudste zoon, graaf Axel von Fersen het kasteel in handen. Het kasteel had toen een kostbare verzameling van portretten, wandtapijten en een verscheidenheid aan kostbaar meubilair. In 1853 werd het verkocht aan Karl August Gyldenstolpe. Na zijn dood, kwamen er verschillende eigenaren. In 1898 werd het verkocht aan ingenieur Åke Sjögren. De volgende eigenaar was consul-generaal Herman Gullberg die de uitgebreide restauratie van het kasteel voltooide. Tijdens deze periode, werd het kasteel veel bezocht door de Griekse en Roemeense adel. Herman Gullberg verkocht in 1920 het kasteel aan baron Gustaf Åkerhielm. Daarna werd Mälsåker in 1943 gekocht door de Noorse staat en werd het gebruikt voor de opleiding van soldaten. In januari 1945 ontstond er brand in het kasteel en werd het dak verwoest. In 1951 werd een nieuw dak aangebracht en vanaf 1993 werd een uitgebreide restauratie uitgevoerd. Sinds 2006 is het kasteel weer open voor publiek.